# Niels Hansen (maler)
 Der er flere personer med dette navn, se Niels Hansen.
Niels Hansen (født 22. juni 1880 i Nørre Vornæs i Landet Sogn på Tåsinge, død 17. februar 1946 på Thurø) var en dansk kunstmaler og regnes som en af de fire store fynboer, der foruden Niels Hansen bestod af Fritz Syberg, Peter Hansen og Johannes Larsen.
Niels Hansen var født på Tåsinge og kom som 14-årig i malerlære i Svendborg. I 1899 kom han ved maleren Fritz Sybergs hjælp ind på Zahrtmanns malerskole i København. Han var i et års tid elev af den norske maler Henrik Louis Lund (i Danmark fra ca.1904-09) med bopæl på bl.a adressen Nørre Alle 49 i København. Han udstillede fra 1903-09 på Charlottenborg, fra 1909-14 på Den Frie, først som indbudt, senere som medlem. I 1915 var han medstifter af Grønningen  og her udstillede han til 1921. Derefter udstillede han på sine egne separatudstillinger og på Charlottenborg.  
|  |  | Der stod et brus af den store kunst om Niels Hansen, da han i begyndelsen af århundredet udstillede sine første billeder. Han var utvivlsomt en af de største malerbegavelser blandt Zahrtmanns elever – virtuos næsten fra sin start. Et studieophold i Paris satte kronen på værket. Han blev især kendt for sine marinebilleder, hvor voldsomt vejr og overdådighed i farver var fremherskende, og for sine portrætter, der var fint karakteriserede – ofte præget af et vist satirisk lune og aldrig sødladne. Han modtog Eckersberg Medaillen for et portræt af arkitekt, professor Carl Petersen. |

Niels Hansen udførte flere dekorationsværker, bl.a. i Stærekassen  (en del af Det Kongelige Teater). Odense Rådhus og Svendborg Rådhus.
I 1930 besøgte Niels Hansen Holland for Det anckerske Legat. Fra 1921 og til sin død boede han på Thurø. Her fandt han en rigdom af de motiver, som tiltalte ham og som han så let fik øje på og han kunne dyrke sin store lidenskab – sejlads.
Personligt var han en mand man lagde mærke til, en kraftnatur med hang til fest omkring sig. Forfatteren Jesper Ewald har 1953 hos Gyldendal udgivet en bog om Niels Hansen.

## Billeder
| - Værker af Niels Hansen - Portræt, 1913 - Portræt af kvinde, 1913 - Eksteriør med siddende par på en bænk, 1914 - Havneparti, 1916 - Niels Fischer, 1917 - Christiansborg Slotskirke, 1921 - Kunstnerens børn Rikke og Tom, 1921 - Fiskekuttere i høj sø, 1925 - Landskab med silderøgeri, 1930 - Udsigt over havet ved Thurø, 1930 - Ryttere ved Frihedsstøtten Mellem 1900 og 1946 |